# جوردي فيلاسوسو
جوردي فيلاسوسو (بالإنجليزية: Jordi Vilasuso)‏ هو ممثل أمريكي، ولد في 15 يونيو 1981 بميامي في الولايات المتحدة.

## أعمال

### مسلسلات
- غايدنغ لايت

## وصلات خارجية
- جوردي فيلاسوسو على موقع IMDb (الإنجليزية)
- جوردي فيلاسوسو على موقع قاعدة بيانات الفيلم (الإنجليزية)